# Xysticus mugur
Xysticus mugur là một loài nhện trong họ Thomisidae.
Loài này thuộc chi Xysticus. Xysticus mugur được Yuri M. Marusik miêu tả năm 1990.